# Jerzy (sufragan krakowski)
Jerzy OFM (zm. w 1461) – biskup pomocniczy krakowski, franciszkanin.
Był głównym konsekratorem ordynariusza krakowskiego przyszłego prymasa Polski i Litwy Jakuba z Sienna oraz współkonsekratorem biskupa krakowskiego Tomasza Strzępińskiego. Siedzibą biskupstwa tytularnego biskupa Jerzego była Laodycea.